# Shpritsz
Shpritsz is het tweede album van Herman Brood & His Wild Romance, verschenen in mei 1978. De plaat is sterk beïnvloed door de Britse pubrock van Graham Parker & The Rumour en de New Yorkse straatlyriek van Lou Reed. Bijna alle nummers hebben een up-tempo rockritme.
Dit album betekende de doorbraak voor Brood. Voor het album werd een gouden plaat uitgereikt.

## Achtergrond
In 1977 had Herman Brood Street als album uitgebracht. Omdat hij nog niet over een vaste band beschikte had hij voor de opname samengewerkt met bevriende sessiemuzikanten als Jan Akkerman.
Street werd door veel platenmaatschappijen afgewezen omdat ze het werken met Brood te risicovol vonden.
In hetzelfde jaar speelde Brood in het naprogramma van Eddie and the Hot Rods in Paradiso. Bij dit optreden was Evert Wilbrink medewerker van platenmaatschappij Ariola Benelux, nu Sony/BMG, aanwezig. Zijn toenmalige vrouw attendeerde Wilbrink op het optreden van Brood, die op dat moment het achtergrondkoor de Bombitas had toegevoegd aan zijn show.
Wilbrink verzocht directeur Wim Schipper, Brood een platencontract aan te bieden en Street uit te brengen. Schipper zag hier aanvankelijk van af, waarop Wilbrink dreigde met ontslag. Hierop vroeg Schipper wat de kosten waren. Toen Wilbrink antwoordde met 7000 gulden, gaf Schipper akkoord.
De nummers voor het album zijn voor een groot gedeelte ontstaan in Groningen. Hier woonde Brood in een kraakpand aan het Gedempte Kattendiep en werd er geoefend in het spelen van de nummers. De ruimte was smerig en erg klein, waardoor iedereen dicht op elkaar stond. Het voordeel van de ruimte was dat Brood niet makkelijk achter de piano vandaan kon en zo gedwongen werd te blijven repeteren en van zijn heroïneverslaving weg bleef.

## Opnamen
De opnamen van de nummers voor het album vonden plaats in de Relight Studio in Hilvarenbeek. Dit was destijds een van de eerste studio’s ter wereld waar 24 sporen opnamen gemaakt konden worden.
Brood en de bandleden waren erg onder de indruk van de studio, vooral omdat er in het verleden Duitse pornofilms werden opgenomen. Hier was niets meer van te zien, maar het idee droeg positief bij aan het imago van Brood en de band.
Robin Freeman was hier aangetrokken als studiotechnicus en verantwoordelijk voor de opnamen. Het klikte direct tussen Brood en de bandleden, waardoor het opname proces soepel verliep. De plaat werd in ongeveer één week opgenomen.

## Ontvangst
Shpritsz kwam op 3 juni 1978 de Album Top 50 binnen en bereikte de achtste plek in de lijst. De single van het album, Saturday Night, was niet erg succesvol in de hitlijsten, maar groeide desalniettemin uit tot een Nederpopklassieker.
De nummers "Dope Sucks" en "Rock & Roll Junkie" werden destijds als controversieel beschouwd, omdat daarin expliciet gekoketteerd werd met het junkie-bestaan. Bij "Dope Sucks" kunnen daar vraagtekens bij worden gezet, omdat het ook als anti-drugs nummer kan worden beschouwd.
In april 2018 hebben de lezers van het Nederlandse maandblad Lust for Life Shpritsz gekozen tot het op een na beste album van de Lage Landen.

## Albumhoes
De hoes van het album is een ontwerp van Sylvia Wiggers en Dick van der Meijden.
Het idee voor de albumhoes ontstond toen Brood met zijn kont in lerenbroek tegen een kleurentelevisie aanstond. Het licht van de beeldbuis dat reflecteerde op de lerenbroek gaf een mooie schittering. Dit effect wilde Brood graag op foto vastleggen om af te beelden op de albumhoes. Hij vergeleek de schittering met de verpakking van Vim schuurpoeder dat verpakt was in kartonnen cilindrische bussen die metallic blauw waren en een soortgelijke schittering gaven.
Van der Meijden zocht Brood voor een fotosessie op in het Okura Hotel. Hier zat hij aan de bar met Jules Deelder, Ramses Shaffy en Anton Corbijn. Op de stoep voor het hotel heeft Corbijn foto’s genomen van Brood met de lerenbroek. De dia’s van deze fotosessie heeft van der Meijden gebruikt voor de uiteindelijke afbeelding.
Het album werd geleverd met een extra sleeve met daarop handgeschreven songteksten. Sommige nummers hebben op deze sleeve een iets andere titel dan op de buitenhoes staat vermeld: "Rock & Roll Junkie" in plaats van "R & Roll Junkie", "One Of A Kind" in plaats van "One" en "Pain (Enough)" in plaats van "Pain". In de lange lijst van mensen aan wie het album is opgedragen, staan onder andere Broods vader (met daarachter tussen haken 'Stranger in the night'), Otis Redding en Lenny 'Shpritsz' Bruce. Lenny Bruce was een stand-upcomedian die in 1966 op zijn 40e dood werd gevonden na een overdosis.

## Albumtitel
De titel Shpritsz is een fonetisch geschreven woord dat is afgeleid van het Duitse woord voor spuiten; "spritzen". Het verwijst daarmee direct naar het met een injectienaald toedienen van drugs. Maar in suggestieve vorm ook naar het ejaculeren van de man. Daarnaast kan de titel in meer onschuldige vorm ook verwijzen naar een alcoholisch drankje (spritz) en een soort koek (sprits).

## Musici

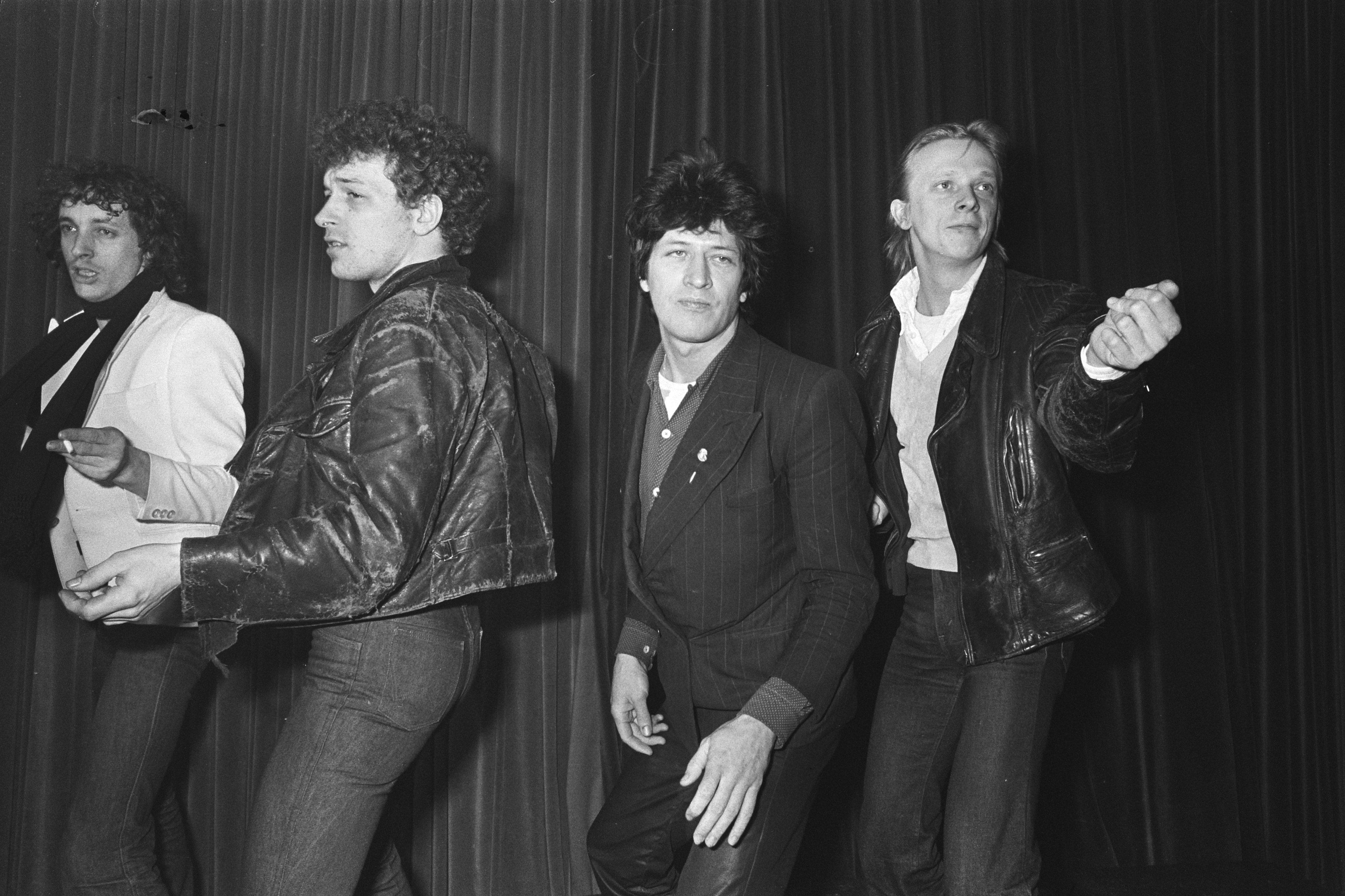
V.l.n.r.: Ani Meerman, Freddie Cavalli, Herman Brood en Dany Lademacher (Wild Romance, 1979)

De credits op de oorspronkelijke langspeelplaat vermeldden:
- Freddie Cavalli - bas
- Cees "Ani" Meerman - drums
- Dany Lademacher - gitaar
- Herman Brood - piano, zang

Gastmusici:
- Bertus Borgers - saxofoon
- Robert Jan Stips - toetsen
- Bert Jansen - mondharmonica

Bij een aantal nummers is achtergrondzang te horen, gezongen door het achtergrondkoor de Bombitas, bestaande uit:
- Monica Tjen A Kwoei - achtergrondzang
- Floor van Zutphen - achtergrondzang

## Nummers
| Nr. | Titel              | Schrijver(s)                                 | Duur |
| --- | ------------------ | -------------------------------------------- | ---- |
| 1.  | Saturday Night     | Danny Lademacher, Herman Brood               | 3:41 |
| 2.  | Dope Sucks         | Danny Lademacher, Herman Brood               | 2:07 |
| 3.  | One                | Herman Brood, Pé Hawinkels                   | 1:54 |
| 4.  | Doin' It           | Herman Brood                                 | 2:40 |
| 5.  | Champagne (& Wine) | Alan Walden, Otis Redding, Roy Johnson       | 3:32 |
| 6.  | Back (In Y’r Love) | Herman Brood, Pé Hawinkels                   | 1:51 |
| 7.  | Hit                | Danny Lademacher, Pé Hawinkels, Herman Brood | 2:45 |

| 1.                 | R & Roll Junkie | Herman Brood                                                 | 2:48 |
| 2.                 | Never Enough    | Erik Strack, Herman Brood, Hugo Sinzheimer, Rommert Boonstra | 2:31 |
| 3.                 | Pain            | Herman Brood, Rommert Boonstra                               | 1:52 |
| 4.                 | Get Lost        | Herman Brood                                                 | 3:14 |
| 5.                 | Hot-Talk        | Erik Strack, Hugo Sinzheimer                                 | 1:44 |
| 6.                 | Prisoners       | Herman Brood, Pé Hawinkels                                   | 1:41 |
| 7.                 | Doreen          | Lademacher, Herman Brood, Laurie Langenbach                  | 2:34 |
| 8.                 | Skid Row        | Gerrit Veen, Herman Brood, Pé Hawinkels                      | 2:35 |
| Totale duur: 37:25 |                 |                                                              |      |

## Album Top 100
Het album verbleef 44 weken in de Nederlandse Album Top 100 albumlijst.
| Hitnotering: 10-06-1978 t/m 07-04-1979 | Hitnotering: 10-06-1978 t/m 07-04-1979 | Hitnotering: 10-06-1978 t/m 07-04-1979 | Hitnotering: 10-06-1978 t/m 07-04-1979 | Hitnotering: 10-06-1978 t/m 07-04-1979 | Hitnotering: 10-06-1978 t/m 07-04-1979 | Hitnotering: 10-06-1978 t/m 07-04-1979 | Hitnotering: 10-06-1978 t/m 07-04-1979 | Hitnotering: 10-06-1978 t/m 07-04-1979 | Hitnotering: 10-06-1978 t/m 07-04-1979 | Hitnotering: 10-06-1978 t/m 07-04-1979 | Hitnotering: 10-06-1978 t/m 07-04-1979 | Hitnotering: 10-06-1978 t/m 07-04-1979 | Hitnotering: 10-06-1978 t/m 07-04-1979 | Hitnotering: 10-06-1978 t/m 07-04-1979 | Hitnotering: 10-06-1978 t/m 07-04-1979 | Hitnotering: 10-06-1978 t/m 07-04-1979 | Hitnotering: 10-06-1978 t/m 07-04-1979 | Hitnotering: 10-06-1978 t/m 07-04-1979 | Hitnotering: 10-06-1978 t/m 07-04-1979 | Hitnotering: 10-06-1978 t/m 07-04-1979 | Hitnotering: 10-06-1978 t/m 07-04-1979 | Hitnotering: 10-06-1978 t/m 07-04-1979 |  |
| Week:                                  | 1                                      | 2                                      | 3                                      | 4                                      | 5                                      | 6                                      | 7                                      | 8                                      | 9                                      | 10                                     | 11                                     | 12                                     | 13                                     | 14                                     | 15                                     | 16                                     | 17                                     | 18                                     | 19                                     | 20                                     | 21                                     | 22                                     |  |
| -------------------------------------- | -------------------------------------- | -------------------------------------- | -------------------------------------- | -------------------------------------- | -------------------------------------- | -------------------------------------- | -------------------------------------- | -------------------------------------- | -------------------------------------- | -------------------------------------- | -------------------------------------- | -------------------------------------- | -------------------------------------- | -------------------------------------- | -------------------------------------- | -------------------------------------- | -------------------------------------- | -------------------------------------- | -------------------------------------- | -------------------------------------- | -------------------------------------- | -------------------------------------- |  |
| Positie:                               | 50                                     | 18                                     | 8                                      | 12                                     | 18                                     | 33                                     | 24                                     | 27                                     | 35                                     | 19                                     | 13                                     | 13                                     | 10                                     | 8                                      | 6                                      | 13                                     | 11                                     | 7                                      | 11                                     | 16                                     | 16                                     | 17                                     |  |
| Week:                                  | 23                                     | 24                                     | 25                                     | 26                                     | 27                                     | 28                                     | 29                                     | 30                                     | 31                                     | 32                                     | 33                                     | 34                                     | 35                                     | 36                                     | 37                                     | 38                                     | 39                                     | 40                                     | 41                                     | 42                                     | 43                                     | 44                                     |  |
| Positie:                               | 20                                     | 35                                     | 25                                     | 33                                     | 37                                     | 38                                     | 43                                     | 33                                     | 48                                     | 27                                     | 27                                     | 17                                     | 21                                     | 37                                     | 40                                     | 38                                     | 46                                     | 39                                     | 49                                     | 50                                     | 46                                     | 49                                     |  |